# Girandola di Castel Sant'Angelo
La girandola di Castel Sant'Angelo è uno spettacolo pirotecnico che si svolge a Roma il 29 giugno, festa dei patroni locali.

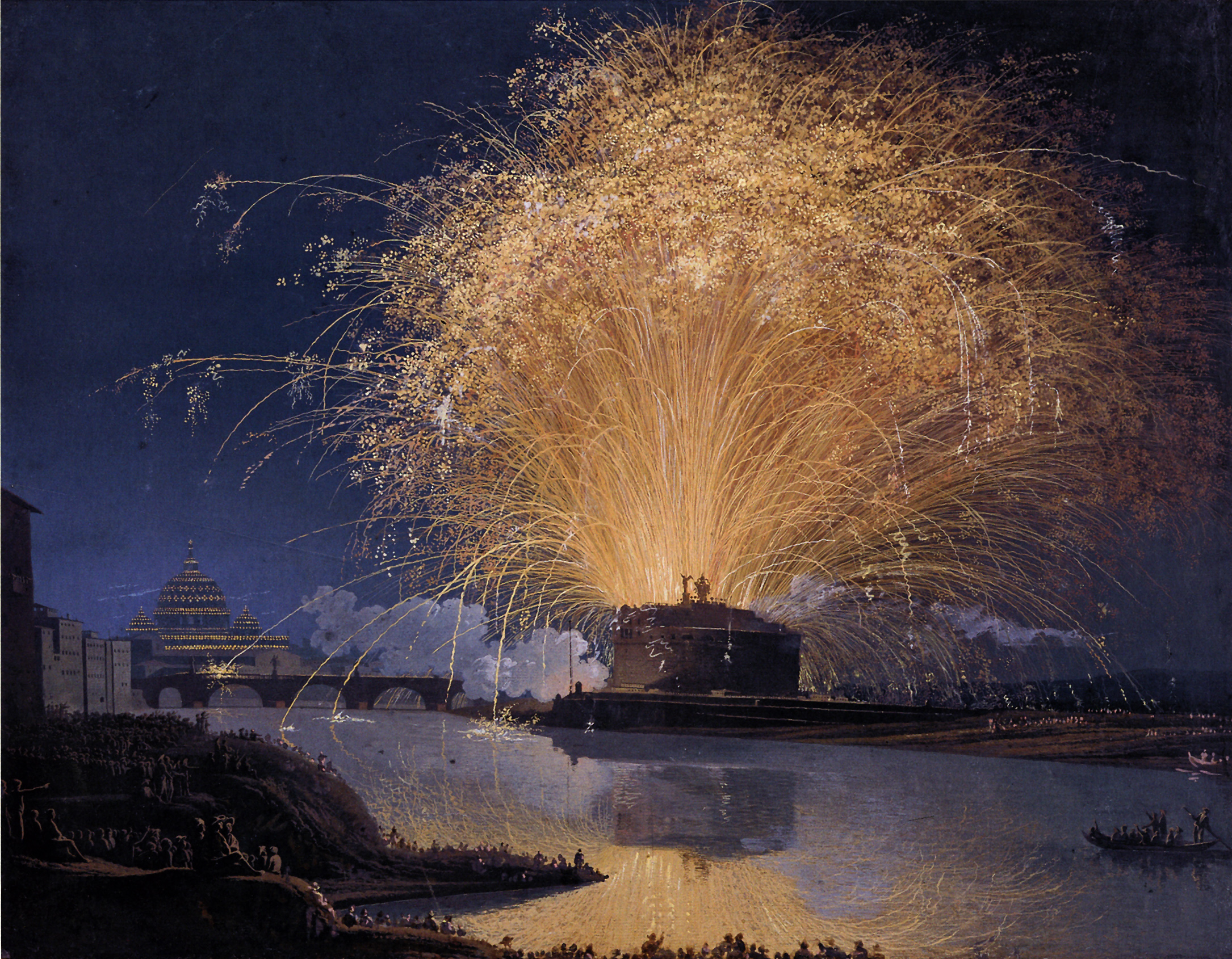
La girandola nel 1775 a Roma, dipinta da Jakob Philipp Hackert.

Si svolge appunto a Castel Sant'Angelo (poi trasferita a Piazza del Popolo per cinque anni), negli ultimi decenni sono state utilizzate le girandole, trattandosi di uno spettacolo piro-musicale con effetti di girandole di colori.

## Storia

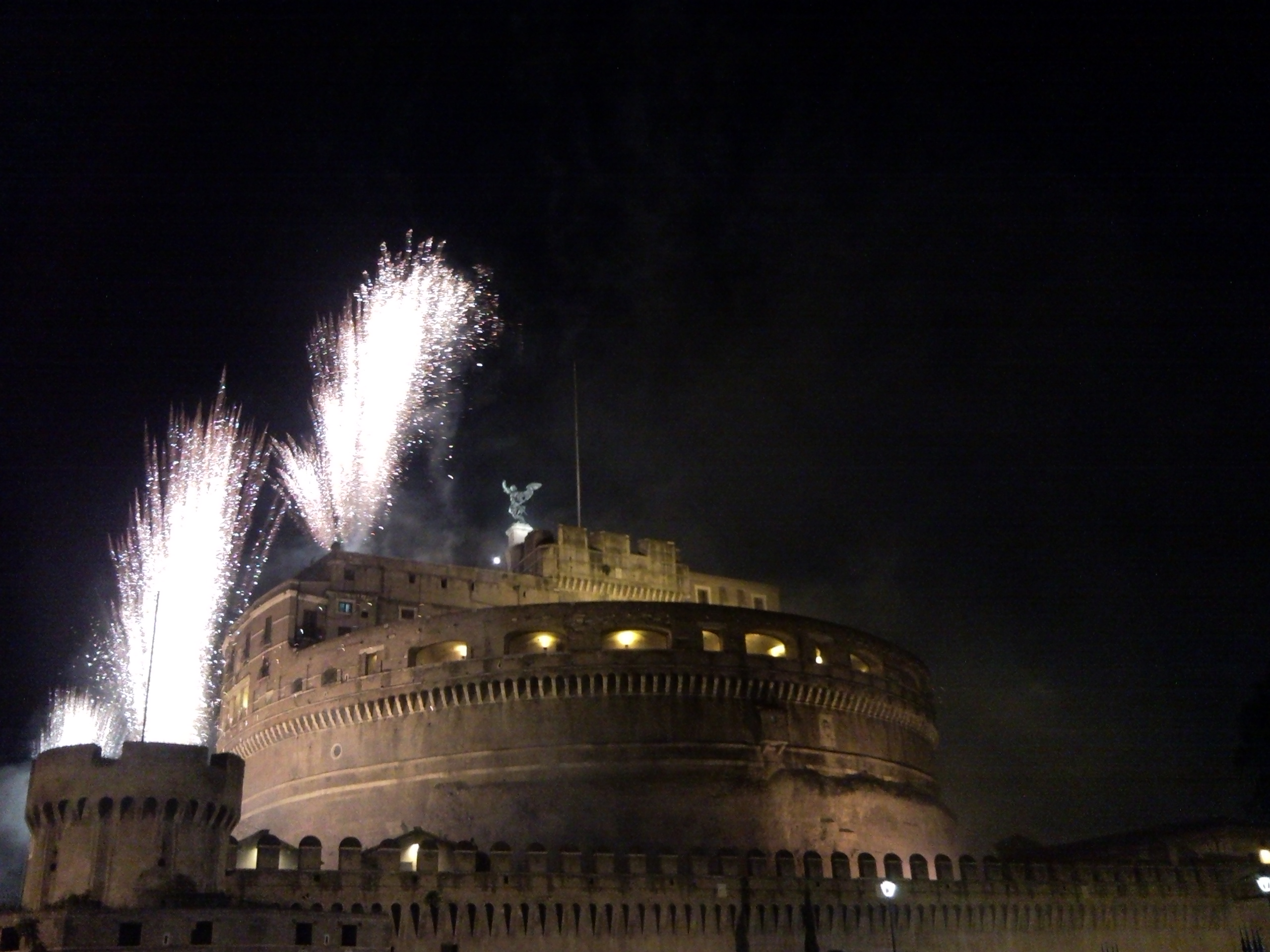
La girandola nella rievocazione del 2009 nella sua sede storica.

Secondo la tradizione, lo spettacolo venne ideato da Michelangelo Buonarroti per i festeggiamenti dei santi Pietro e Paolo, fondatori della Chiesa e patroni della città di Roma. Lo spettacolo ha origine intorno al XV secolo, quando lo Stato Pontificio celebra le principali ricorrenze con dei fuochi allestiti sopra all'ingresso di Castel Sant'Angelo a formare una girandola, con una celebre fontana finale che zampillava su tutto il monumento. Nel 1886 lo spettacolo, venne interrotto per motivi sconosciuti.

## Rievocazione
Dopo alcuni secoli di inattività, nel 2006 lo spettacolo fu rievocato sul Colle Vaticano per celebrare i 500 anni di fondazione della Guardia svizzera pontificia. Nel 2008 l'evento è stato replicato nella sua sede originale di Castel Sant'Angelo, fino al 2016 quando è stato spostato sulla terrazza del Pincio, di fronte a Piazza del Popolo, per poi tornare a Castel Sant'Angelo nel 2021.

## Raffigurazioni
- Giovanni Maggi, Girandola a Castel Sant'Angelo (1600)
- Francesco Foschi, Veduta del Castel Sant'Angelo con girandola (1775, perduta)
- Jakob Philipp Hackert, Fuochi d'artificio su Castel Sant'Angelo a Roma (1775)
- Joseph Wright of Derby, The Girandola, or Grand Fire Work at the Castle of St. Angelo in Rome (1779)
- Franz Theodor Aerni, Feuerwerk auf der Engelsburg (ca. 1874-1880)